# Peter Kehl (Manager)

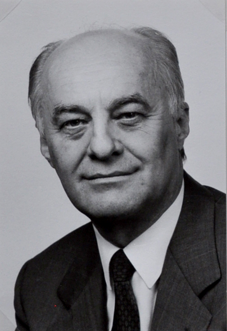
Peter Kehl, ca. 1990

Peter Kehl (* 6. Juli 1935 in Schlotheim in Thüringen; † 21. Februar 2022 in Braunschweig) war ein deutscher Ingenieur der Eisenhüttenkunde und Manager der deutschen Stahlindustrie und europäischen Zementindustrie.

## Leben
Peter Kehl besuchte von 1941 bis 1953 die Grund- und Oberschule in Ohrdruf im Landkreis Gotha in Thüringen und erlangte dort 1953 das Abitur. Danach absolvierte er ein Praktikum im VEB Maxhütte Unterwellenborn und studierte Eisenhüttenkunde an der Bergakademie Freiberg. 1955 entschied er sich zur Flucht aus der DDR in die Bundesrepublik und begann dort abermals an der RWTH Aachen das Studium der Eisenhüttenkunde. Im Wintersemester 1955/56 schloss er sich dem Corps Saxonia-Berlin an. Das Studium schloss er 1960 als Dipl.-Ing. ab.
1960 ging er zu der Salzgitter Hüttenwerke AG und war dort Betriebsingenieur im Hochofenwerk und Stahlwerk. 1965 wurde er Direktionsassistent des Vorstandsvorsitzenden der Salzgitter AG. 1968 wurde er zum Oberingenieur und Leiter der Stabsstellen des Technischen Vorstandes der Salzgitter AG ernannt. 1970 wechselte er als Geschäftsführer der Hamburger Stahlwerke GmbH in die Korf-Gruppe. In dieser Funktion verantwortete er Planung, Bau und Inbetriebnahme des ersten integrierten Hüttenwerkes auf Basis der Direktreduktion von Eisenerz zu Stahl. 1973 wurde er zum Sprecher der Geschäftsführung der Hamburger Stahlwerke GmbH berufen.
1980 wechselte er als Direktor für Neubau und Investitionen der Mannesmann AG Hüttenwerke in den Mannesmann-Konzern. 1982 übernahm er als Werksdirektor die Leitung des Hüttenwerkes Huckingen der Mannesmannröhren-Werke AG. Unter der Leitung von Kehl wurde der Standort einer zukunftssichernden Restrukturierung und Modernisierung unterzogen. Zwischen 1980 und 1985 verringerte sich die Belegschaft von 9500 auf 5750. In die Modernisierung des Standortes wurden fast 1 Milliarde DM investiert. Die Roheisenproduktion wurde nach der Schließung von drei kleineren Hochöfen auf zwei moderne Großhochöfen konzentriert. Der Stranggussanteil von Röhrenvormaterial wurde auf 80 % gesteigert. Durch Errichtung der weltweit größten Wechselkonverteranlage konnte die Rohstahlproduktion von zwei Blasstahlwerken auf ein Blasstahlwerk konzentriert werden. Die Errichtung einer neuen Kokerei mit einer Jahreskapazität von 1,1 Millionen Tonnen Koks in einer einzigen Koksofenbatterie gehörte ebenfalls zu dem Modernisierungsprogramm. Insgesamt wurde die Produktivität am Standort Huckingen um 40 % gesteigert. Hierdurch wurden die Voraussetzungen für die 1990 vollzogene Übernahme der Rohstahlproduktion des Krupp-Hüttenwerkes Rheinhausen geschaffen.
Zum Dezember 1985 wurde Kehl Vorstand der Stahlwerke Peine Salzgitter AG. Hier verantwortete er das Ressort Technik. Unter seiner Führung wurde konsequent die Produktivität des Konzerns verbessert. Als er im November 1990 aus dem Vorstand ausschied, waren in allen Produktionsbereichen deutliche Produktivitätsverbesserungen realisiert.
Anfang 1991 wechselte Kehl zu der zur englischen RMC-Group gehörenden Readymix AG. Er wurde Geschäftsführer der Rüdersdorfer Zement GmbH, die von Readymix nach dem Erwerb des VEB Zementkombinats Rüdersdorf von der Treuhandanstalt im Jahre 1990 gegründet worden war. Vor der Wende war das Rüdersdorfer Zementwerk der größte baustoffprozierende Betrieb der DDR gewesen. Hier führte er eine vollständige Restrukturierung durch. In wenigen Jahren konnte er hier nach Investition von 300 Millionen Euro das Produktivitätsniveau steigern, die Staubemissionen um mehr als 90 % senken sowie die Brennstoffkosten deutlich senken. Dabei gelang es ihm, die bislang eingesetzten Primärbrennstoffe Kohle und Erdgas durch Sekundärbrennstoffe zu 40 %, einem bis dahin in der Zementindustrie weltweit nicht erreichten Spitzenwert, zu ersetzen. 1995 wurde Kehl zum Sprecher der Geschäftsführung der Rüdersdorfer Zement GmbH ernannt und gleichzeitig in die Geschäftsführung der Readymix Zement GmbH berufen, in der alle Zementaktivitäten der Readymix AG zusammengefasst waren. Mitte der neunziger Jahre des 20. Jahrhunderts erwarb Readymix Produktionsstandorte in Polen und Lettland. An allen Produktionsstandorten forcierte Kehl Modernisierungsmaßnahmen. Gegen Ende seiner Berufstätigkeit verantwortete er in Deutschland, Polen und Lettland die Produktion von elf Zementwerken mit einer Gesamtkapazität von annähernd 10 Mio. t. Das Rüdersdorfer Zementwerk gilt heute bezüglich Umweltschutz, Produktivität, Größe und Kostenführerschaft als eine der führenden Zementfabriken in Europa.

## Ehrenämter und Auszeichnungen

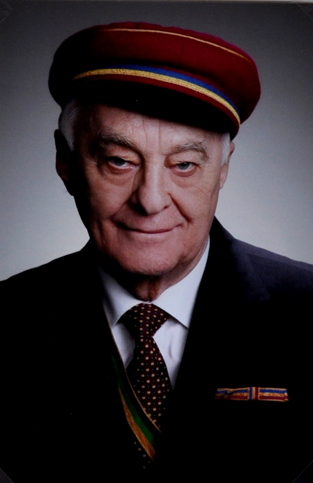
Peter Kehl – 18. April 2014

Am 28. September 1992 wurde Peter Kehl zum Vizepräsidenten der Industrie- und Handelskammer Frankfurt (Oder) gewählt. Er bekleidete das Amt bis zu seiner Pensionierung im Juli 2000, als er zum Ehrenpräsidenten der IHK Frankfurt (Oder) ernannt wurde. Im Sommersemester 2014 verlieh ihm das Corps Rhenania ZAB die Corpsschleife.

## Veröffentlichungen und Vorträge
- W. Maschlanka, H. Knapp, P. Kehl: The Use of the Midland-Ross Direct Reduction Process in Steel Works of Small to Medium Capacity. Economic Commission for Europe (ECE). International Symposium on Direct Reduction of Iron Ore. Bucharest, 18. – 23. September 1972.
- P. Kehl, H. Voss: The Use of Metallized Pellets in Electric Arc Furnace Steelmaking Process. International Symposium on Direct Reduction of Iron Ore. Bucharest, 18. – 23. September 1972.
- P. Kehl, E. Förster: Betriebsergebnisse der Direktreduktion nach dem Midrex-Verfahren. Internationaler Eisenhüttentechnischer Kongress, Düsseldorf 27. – 30. Mai 1973.
- P. Kehl: The Hamburg Steel Plant, an Example for Producing Steel on the Basis of Direct Reduced Ore. In: Iron and Steel Engineer. November 1973, S. 35–39 (Vortrag auf der Jahresversammlung der Association of Iron and Steel Engineers 1973 in Chicago)
- P. Kehl: Erdgaseinsatz zur Direktreduktion von Eisenerz. Haupttagung des deutschen Gas- und Wasserfaches, Travemünde, 28. Mai 1974.
- P. Kehl: Contribution to the Question Concerning the Most Economic Degree of Metallization of Direct Reduced Ore. Direct Reduction Conference, Porto Alegre, May 4-9, 1975
- P. Kehl, P. Scur, R. Wirthwein: Neubau und erste Betriebsergebnisse der Ofenlinie 5 im Werk Rüdersdorf der Readymix Zement GmbH. In: ZKG International. Volume 50, No. 1, 1997, S. 20–34.
- P. Kehl, K.-F. Scharf, P. Scur, R. Wirthwein: The first 30 months of operating results with Rudersdorfer Zement's Kiln No. 5. In: Cement Industry Technical Conference, 1998. 40th Conference Record. 17-21 May 1998, S. 247–291.
- P. Kehl, K.-F. Scharf, P. Scur, R. Wirthwein: Die Betriebsergebnisse aus den ersten 30 Monaten mit der neuen Ofenlinie 5 im Zementwerk Rüdersdorf. In: ZKG International. Volume 51, No. 8, 1998, S. 410–426.
- P. Kehl: Practical experience with 30 months' use of solid alternative fuels at Ruedersdorf Cement. 1999.